# Bebra-Verlag
Der BeBra Verlag (die Eigenschreibweise: steht für Berlin, Brandenburg) ist ein unabhängiger Verlag mit Sitz in Berlin.

## Geschichte

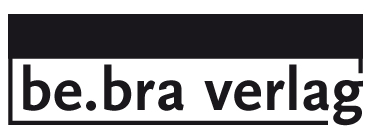
Verlagslogo bis 2022

1994 gründete Ulrich Hopp den Verlag mit dem Schwerpunkt auf Geschichte und Zeitgeschichte der Region Berlin-Brandenburg. 2001 erweiterte der Verlag sein Spektrum mit dem berlin.krimi.verlag um eine Sparte für Belletristik. Zwei Jahre später wurde aus dem Bebra-Verlag heraus der Bebra-Wissenschaftsverlag gegründet. Eine erneute Erweiterung des Verlagsprogramms gab es 2004, als der Bebra-Verlag die Edition Q, die Berlin Edition sowie die Japan Edition vom Quintessenz Verlag übernahm. 2012 war BeBra Gründungsmitglied der Regionalbuch AG und ist noch heute deren Mitglied.
2021 wurde der Verlag mit dem Deutschen Verlagspreis ausgezeichnet. Im selben Jahr stand er auf der Shortlist zum Berliner Verlagspreis.
Im September 2021 übernahm der Verleger Dirk Palm den Verlag sowie den angegliederten Wissenschaftsverlag. Palm hatte 2006 den Verlagsdienstleister Palmedia Publishing Services gegründet, 2013 den Elsengold Verlag. Er führte die vier Unternehmen im Februar 2023 in der BeBra Verlag GmbH zusammen, die Verlage BeBra Wissenschaft und Elsengold wurden Imprints.
Aufgrund des umfangreichen Buchprogramms zu Berlin und Brandenburg bezeichnet sich BeBra als „der Hauptstadtverlag“. Im August 2023 hatte der Verlag 545 gedruckte Titel und 223 E-Books im Angebot. Jährlich erscheinen etwa 80 neue Titel. Seit Februar 2022 ist der BeBra Verlag am Asternplatz in Berlin-Steglitz ansässig.
Seit der Gründung publizierte der Verlag sehr renommierte Autoren wie beispielsweise Knut Elstermann, Hans-Ulrich Jörges, Robert Rauh, Roswitha Schieb, Hasso Spode und Hans-Ulrich Thamer. 2015 begann die Herausgabe der Zeitschrift Berliner Geschichte in Zusammenarbeit mit dem 1869 gegründeten Verein für die Geschichte Berlins.

## Verlagsprogramm
Bebra publiziert Sachbücher zur Geschichte sowie Kultur- und Zeitgeschichte mit Schwerpunkt Berlin und Brandenburg. Außerdem gibt er Ausflugsführer für regionales und nachhaltiges Reisen heraus.